# Institut national d'assurance maladie invalidité
L'Institut national d'assurance maladie-invalidité (INAMI) (en néerlandais : Rijksinstituut voor Ziekte- en Invaliditeitsverzekering (RIZIV), en allemand : Landesinstitut für Kranken- und Invalidenversicherung (LIKIV)) et en anglais : National Institute for Health and Disability Insurance (NIHDI)) est une institution publique fédérale de sécurité sociale, placée sous la tutelle  et l'autorité du ministre des Affaires sociales, Frank Vandenbroucke. L'INAMI administre une branche du système de sécurité sociale belge : les soins de santé et indemnités. L'Institut a pour rôle de "gérer le régime d’assurance obligatoire contre la maladie et l’invalidité".

## Point de contexte historique
Les prémices de la sécurité sociale remontent à 1941, quand « certains dirigeants d’organisations de travailleurs et patronales ont pris l'initiative de créer un réseau informel, intitulé « Comité Employeurs-Travailleurs ». Un « Projet de contrat de solidarité sociale » proposait notamment d'instituer un système d'assurance sociale obligatoire pour tous les travailleurs salariés ». « Le Projet prévoyait une rationalisation profonde des assurances sociales en Belgique », et qu'il soit basé sur une solidarité entre travailleurs salariés et employeurs ; les représentants des deux groupes se virent attribuer un rôle important dans la gestion paritaire de la sécurité sociale. Les droits à la sécurité sociale s'obtiennent en règle générale par le paiement obligatoire de cotisations sociales. « Il fut pour la première fois discuté le 16 septembre 1944, puis un « Arrêté-Loi sur la sécurité sociale » fut défendu par le Ministre du Travail et de la Prévoyance sociale de l’époque, Achille Van Acker, et signé par le Prince Régent ».
« Le projet de contrat effectué dans la hâte fut repris pour un examen en profondeur quelques années plus tard, dans ses différentes dimensions. Pour l’assurance-maladie et invalidité, la principale innovation prit la forme d'une convention en matière de tarifs des médecins et des autres collaborateurs des assurances. Une nouvelle loi de base fut élaborée, elle constituait une réforme en profondeur qui fit grincer des dents tout le corps médical, mais devait garantir l’équilibre budgétaire nécessaire au système. « L’accord de la Saint-Jean » du 25 juin 1964 réconcilia quelque peu les parties, et constitua une « pax medica », qui déterminerait dans une large mesure l'avenir de l'assurance maladie. Le Fonds national pour l'assurance contre la maladie et l'invalidité devint l'Institut National d'Assurance Maladie et Invalidité ».

## Naissance de cette institution publique
Sous l’impulsion d’Edmond Leburton, la loi Leburton est votée en juillet 1963. Elle avait pour ambition de réformer l’assurance maladie-invalidité afin de l’étendre à d’autres catégories que les salariés. Le but était de couvrir presque l’intégralité de la population, comme les indépendants et les étudiants, ainsi que de réduire l’écart entre les remboursements tarifés proposés par les assurances et les honoraires réclamés par médecins, en instaurant l’Institut national d’assurance maladie-invalidité (INAMI),.

## La structure administrative
L'INAMI est structuré par 6 Services distincts : "5 Services opérationnels et les Services généraux de support. Chaque Service dispose de structures administratives qui leur sont propres".
- le Service des soins de santé
- le Service des indemnités
- le Service d'évaluation et de contrôle médicaux (SECM)
- le Service du contrôle administratif
- le Fonds des accidents médicaux
- les Services généraux de supports (ou Services généraux).

## Les organes de l'INAMI
Différents organes assurent la gestion de l'INAMI. Tous les Services bénéficient d'organes de gestion et/ou d'organes techniques.
- le Comité général de gestion dont fait partie l'administrateur général Benoît Collin et l'administrateur général adjoint. Son rôle est de "chapeauter l'ensemble de l'Institut pour les matières de sa compétence et assurer la gestion de l'INAMI"[12].
- les organes du Service des indemnités (incapacité de travail, maternité, etc.)
- les organes du Service d'évaluation et de contrôle médicaux (SECM) (contrôle des professionnels de santé)
- l'organe de gestion du Service du contrôle administratif (principalement le contrôle des mutualités)
- le comité de gestion du Service du "Fonds des accidents médicaux"
- les organes du Service généraux de support ou Services généraux (ressources humaines, finances, etc.)

## Les partenaires de l'INAMI
Plusieurs partenaires sont répartis dans les divers comités institués dans l'organisation de l'institution.
Ces partenaires jouent un rôle important dans "la gestion et l'exécution de l'assurance obligatoire soins de santé et indemnités (assurance SSI)". L'assurance soins de santé et indemnités (SSI) est basée sur le principe de la concertation, ce qui signifie que les partenaires négocient sur ses différents aspects.
Ces partenaires sont :
- les mutualités
- les dispensateurs de soins
- les organisations patronales et syndicales.

Ainsi, la gestion de l’INAMI dans son ensemble est "du ressort du Conseil général au sein duquel siègent des représentants des organisations syndicales et patronales, des représentants des pharmaciens, des accoucheuses, des auxiliaires paramédicaux et des établissements de soins. Les mutualités siègent également au Conseil général avec, comme les précédents, une voix délibérative".

## Les missions de l'INAMI
L'INAMI est un acteur de la sécurité sociale. Cette institution fédérale indique dans sa déclaration de missions, un double objectif :
- "veiller à ce que chaque assuré social, quelle que soit sa situation, ait effectivement accès aux soins de santé de qualité qui sont nécessaires (accessibilité) et obtienne un remboursement. Ces soins de santé doivent être efficaces et dispensés aux tarifs convenus (sécurité tarifaire)"[15].
- "veiller à ce que les assurés sociaux, travailleurs salariés et indépendants, reçoivent un revenu de remplacement adéquat en cas d'incapacité de travail ou de maternité/paternité ainsi que garantir que de réelles opportunités de réinsertion au terme de l'incapacité de travail leur soient offertes"[15].

L'institut national d'assurance maladie-invalidité assure aussi d'autres missions :
- organiser et gérer l'assurance soins de santé
- organiser et gérer l'assurance indemnité
- informer sur les règles de l'assurance obligatoire
- contrôler la bonne application des règles
- évaluer les prestations des dispensateurs de soins
- organiser la concertation
- encourager la qualité des soins
- examiner si les victimes d'un accident médical peuvent bénéficier d'une indemnisation.

## La population couverte
L’assurance obligatoire soins de santé "couvre aussi bien les travailleurs salariés, indépendants ou du secteur public, que les chômeurs, pensionnés, bénéficiaires du revenu d’intégration, handicapés, étudiants, orphelins, les mineurs étrangers non accompagnés, ainsi que les personnes qui sont à leur charge et qui remplissent les conditions à cet effet". En principe, toute personne résidant en Belgique, à quelques exceptions près, est "assujettie à l’assurance soins de santé obligatoire et figure soit en qualité de titulaire, soit en qualité de personne à charge dans les données de base de l’INAMI". Les bénéficiaires doivent cependant remplir plusieurs conditions pour ouvrir un droit aux soins de santé.
Les bénéficiaires des prestations de l’INAMI sont répartis en trois grandes catégories : "les titulaires indemnisables primaires (TIP), les veuves, invalides, pensionnés et orphelins qui bénéficient d’un régime préférentiel (VIPO 100 %) et les veuves, invalides et orphelins qui ne bénéficient pas de ce régime préférentiel parce que leurs revenus annuels dépassent un certain montant (VIPO 75 %)".

## Le financement de l'assurance SSI
Le financement de la sécurité sociale est assuré par "3 sources : l'État, les cotisations patronales, et les cotisations des travailleurs (salariés, indépendants, fonctionnaires).
L’Office national de sécurité sociale (ONSS) perçoit les recettes et les répartit ensuite entre les 7 branches de la sécurité sociale, dont l’assurance soins de santé et indemnités (SSI)".
Les ressources les plus importantes de l'assurance obligatoire soins de santé et indemnités proviennent de la gestion globale de la sécurité sociale mais il existe aussi d'autres ressources.

## Les actions importantes
En 1967, une nouvelle législation relative à l’exercice des professionnels de santé était élaborée par l'arrêté royal no 78 relatif à l'exercice des professions des soins de santé. À la fin des années 1960, l’application de l’assurance soins de santé a été étendue à l’ensemble de la population sauf pour les indépendants. Ce n’est qu’en 1971 qu’une assurance obligatoire a été instaurée pour les travailleurs indépendants "à gros risque". Au milieu des années 1970, suite de la Guerre du Kippour, une crise au niveau du financement social a eu l'effet de diminuer le remboursement des soins de santé. Cette crise s'est ajoutée à l'augmentation des coûts des soins de santé induits par le progrès de la technique et de la médicine. Des réformes ont été proposées, notamment celles de Jean-Luc Dehaene, afin de plafonner les prix du matériel de santé et des produits pharmaceutiques.
À partir des années 1980, toute une série de mesures structurelles ont été réalisées. Ces mesures concernaient l’offre et le financement du secteur hospitalier (la capacité minimale, la conversion de certains hôpitaux en lits de maisons de repos et de soins, le statut du médecin hospitalier). De nouveaux médicaments génériques ont fait leur apparition dans le secteur pharmaceutique. Les interventions des assurés ont été augmentées et une cotisation pour les bénéficiaires de pension a été instaurée.
En 1989, c'est le début du procès des mutuelles, c'est le flou total quant à leurs missions et au contrôle de ce qu'elles percevaient, toute une crise s'est ensuivie. En 1990, outre l'instauration d'une assurance maternité octroyant des indemnités pendant la période de repos de maternité, d’« écartement du travail » obligatoire et durant la grossesse, une nouvelle législation qui précise les missions et le fonctionnement des mutuelles a été votée. On pense alors à exploiter de nouvelles sources de financement (le prélèvement sur le chiffre d’affaires de l’industrie pharmaceutique ou le prélèvement sur les primes pour les assurances hospitalisation), et à espérer l'arrivée de nouveaux partenaires. Une crainte apparaît alors quant à la capacité de mise en œuvre des décisions de l'INAMI face aux réalités économiques. Une nouvelle loi en 1993 prévoyait de nouvelles structures pour la gestion de l’assurance, un nouveau système de responsabilisation financière des mutualités. Tous les moyens ont été réunis au sein de deux organismes centraux : l’Office national de Sécurité sociale (ONSS) et l’Office national d’Assurances sociales pour Travailleurs indépendants (INASTI). La même année, Philippe Mureau remplace Philippe Busquin à la tête du ministère des affaires sociales.
À partir de 2000, des nouvelles initiatives sont prises afin de mieux garantir l’accès aux soins :  l’instauration d'un plafonnement sur les factures des soins de santé ou le « statut Omnio » élargi à toutes les personnes à faibles revenus. En 2002, le contrôle médical a été modernisé. Une initiative importante concernait la révision des critères de remboursement des médicaments. Entre-temps, des techniques de financement ont été mises au point : pour des interventions courantes effectuées en hôpital, des montants de référence forfaitaires ont été instaurés ainsi qu'un système de remboursement forfaitaire de médicaments. C'est aussi durant cette même année que le statut de malades chroniques a été revu, afin de ne pas stigmatiser ces personnes.
Entre 2005 et 2010, l'INAMI a mis en place différents plans : le plan canicule, sida et maladie chronique, qui consistent en un ensemble de messages préventifs qui reviennent en période de grands risques. Depuis 2008, une assurance pour les travailleurs indépendants est étendue également aux "petits risques", au même titre que les autres catégories d’assurés. C’est à partir de cette date que l’on peut parler d’une réelle couverture universelle,.

## Rapports et Publications
L’INAMI gère en 2014 un budget de 38,2 milliards d’euros, réparti comme suit :
- Soins de santé : 31 milliards d’euros
- Indemnités : 7,2 milliards d’euros
- Fonds des accidents médicaux : 15,2 millions d’euros.

En 2011, les dépenses totales pour les soins de santé en Belgique s’élevaient, selon l’OCDE, à 10,5 % du PIB. 76 % de ces dépenses ont été financées par des moyens publics.
L'INAMI se veut transparente, pour ce faire, elle possède une section publication dans laquelle on peut retrouver (à retrouver dans les liens externes):
- Les rapports annuels depuis 2010
- Un rapport final paru en 2014 à l'occasion des 50 ans de l'INAMI : on y retrouve les repères du passé, les visions du présent ainsi que les "balises pour le futur"
- Des bulletins d'informations trimestriels depuis 2011 : on y retrouve les études, les évolutions législatives, les jurisprudences en lien avec l'INAMI, les données de base, les directives de l'INAMI ainsi que les questions et réponses des parlementaires.